# 山津照神社
山津照神社（やまつてるじんじゃ）は、滋賀県米原市能登瀬にある神社。式内社で、旧社格は県社。神紋は菊・桐。

## 祭神
- 国常立尊[1]

## 歴史
767年に息長氏が祖先を祀って創建されたという。『延喜式神名帳』に記載されている式内社である。越前国の帆山神社の分霊と伝わる。仁寿元年（851年）正六位、貞観8年（866年）正四位下の神階を賜ったという記録が残る。
明治14年（1881年）郷社、大正10年（1921年）に県社に列格した。

## 境内
境内には古墳（山津照神社古墳）があり、県史跡に指定されている。

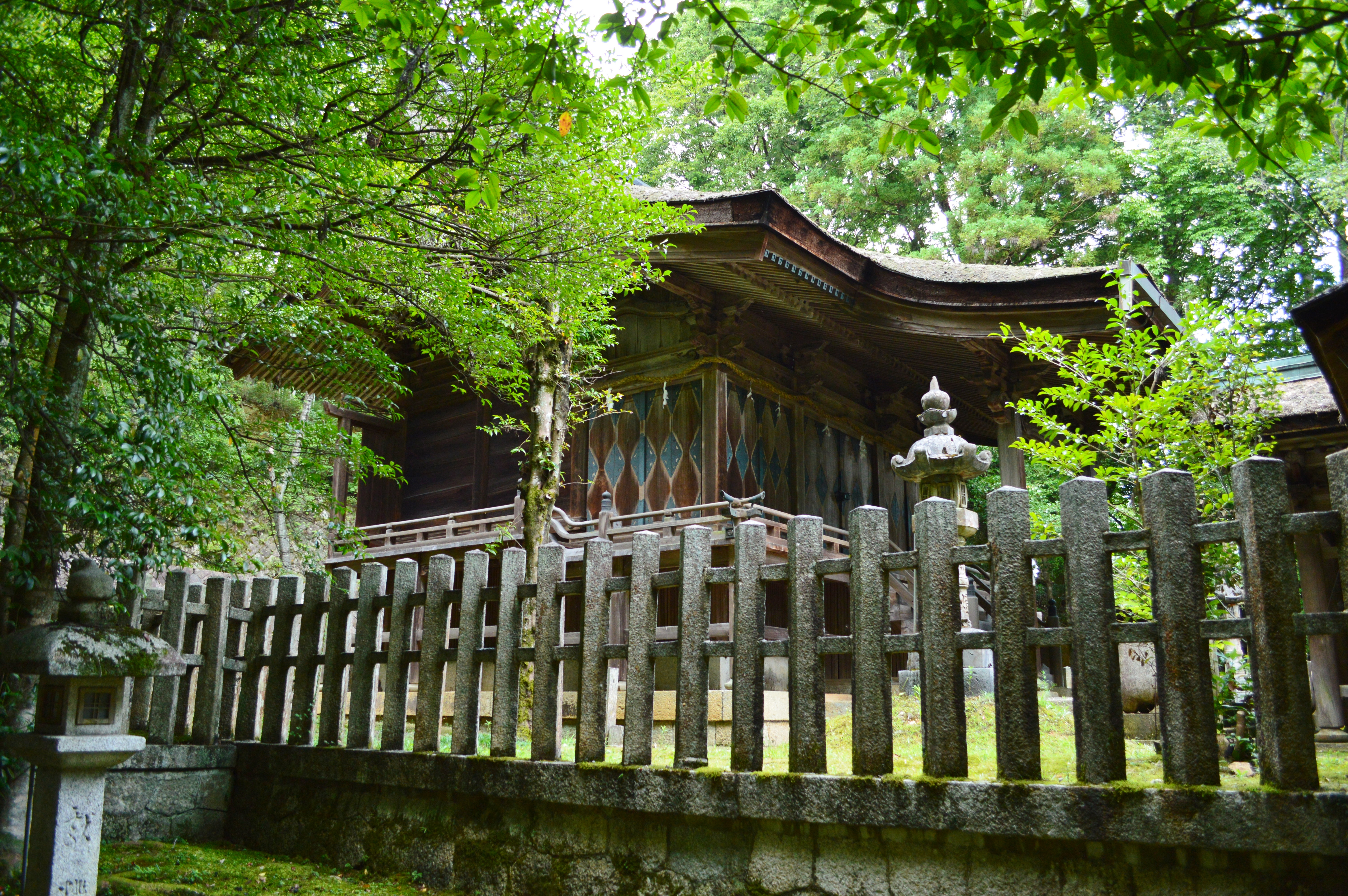
本殿
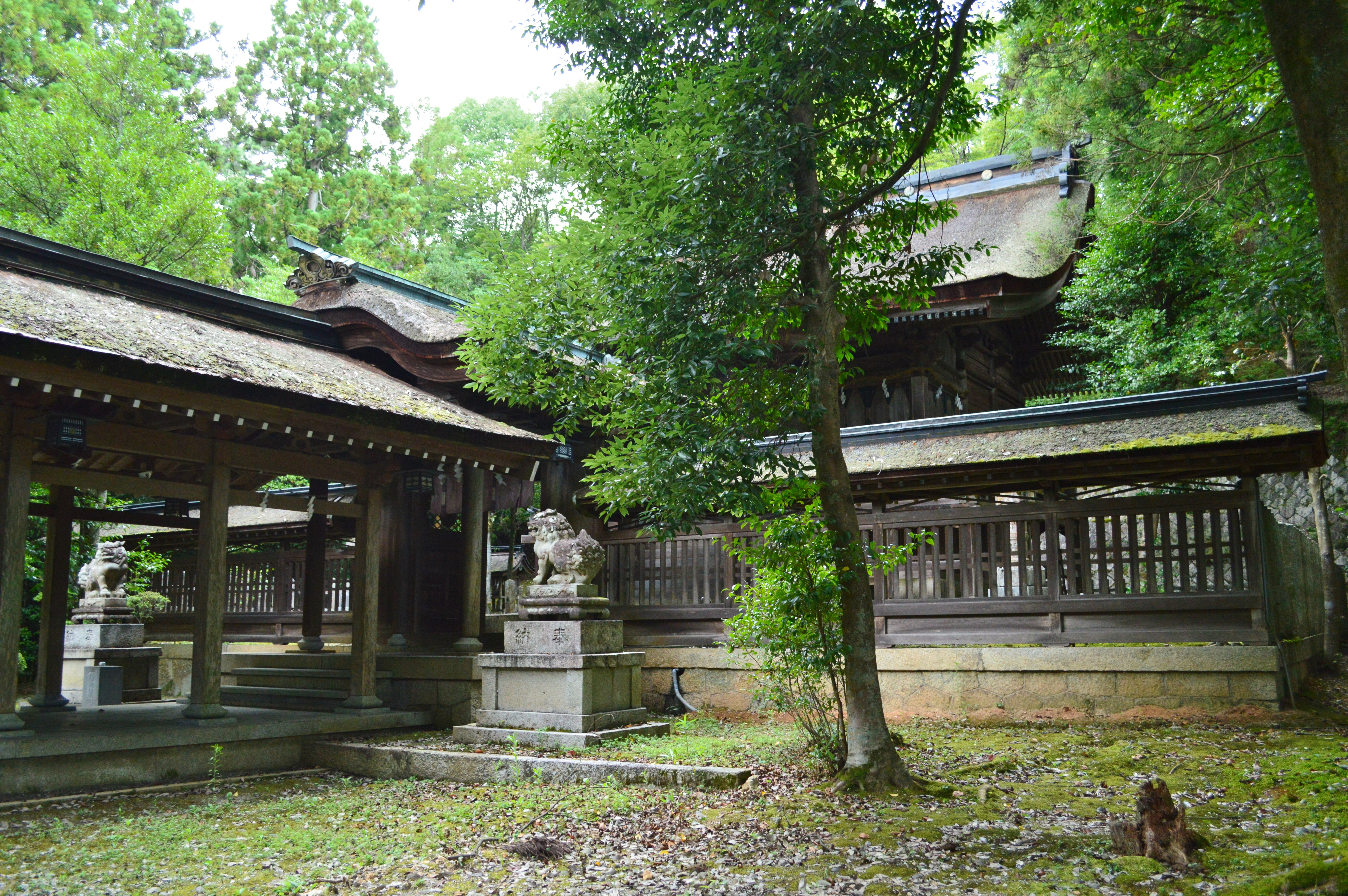
中門
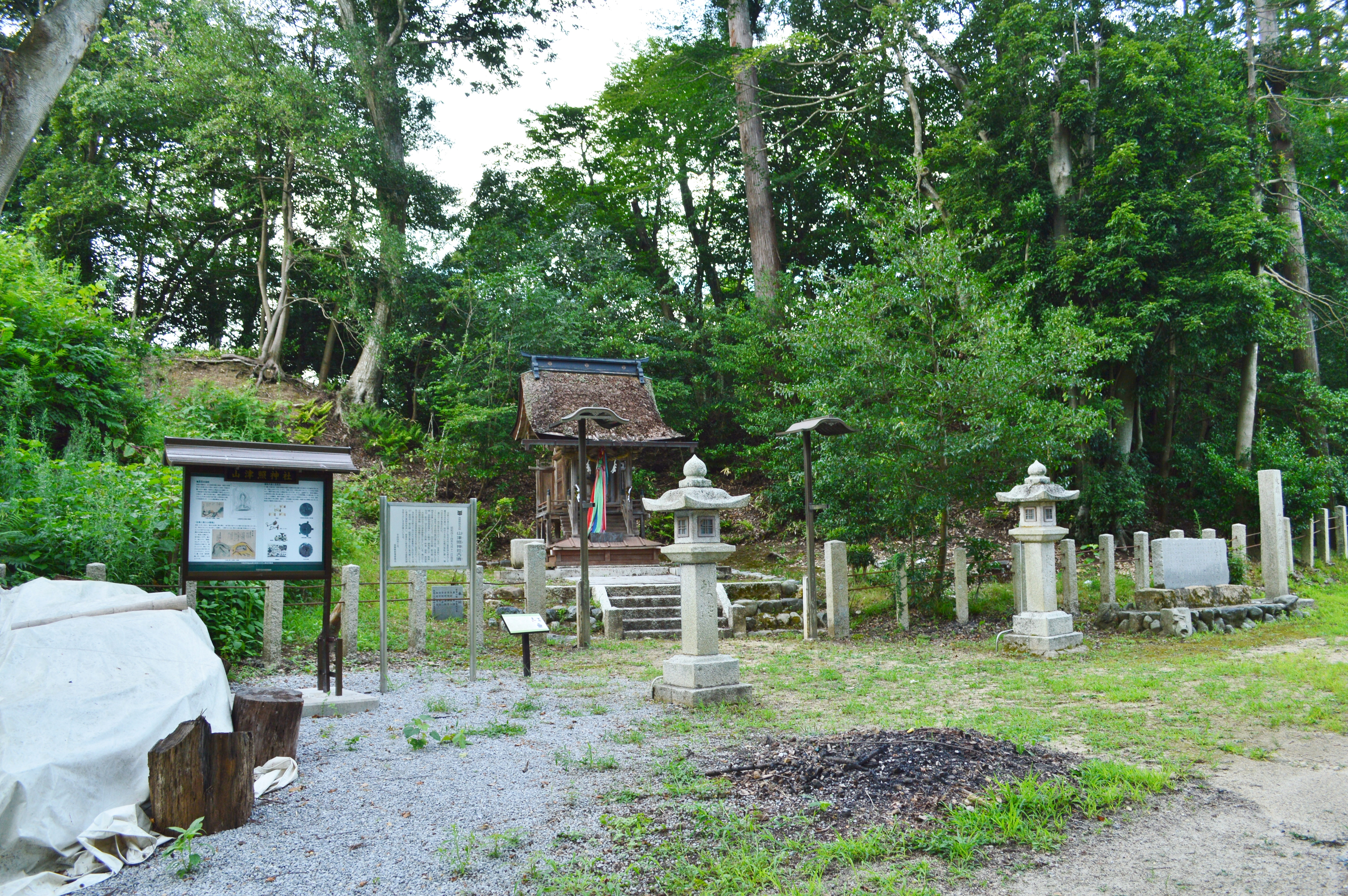
山津照神社古墳（滋賀県指定史跡）
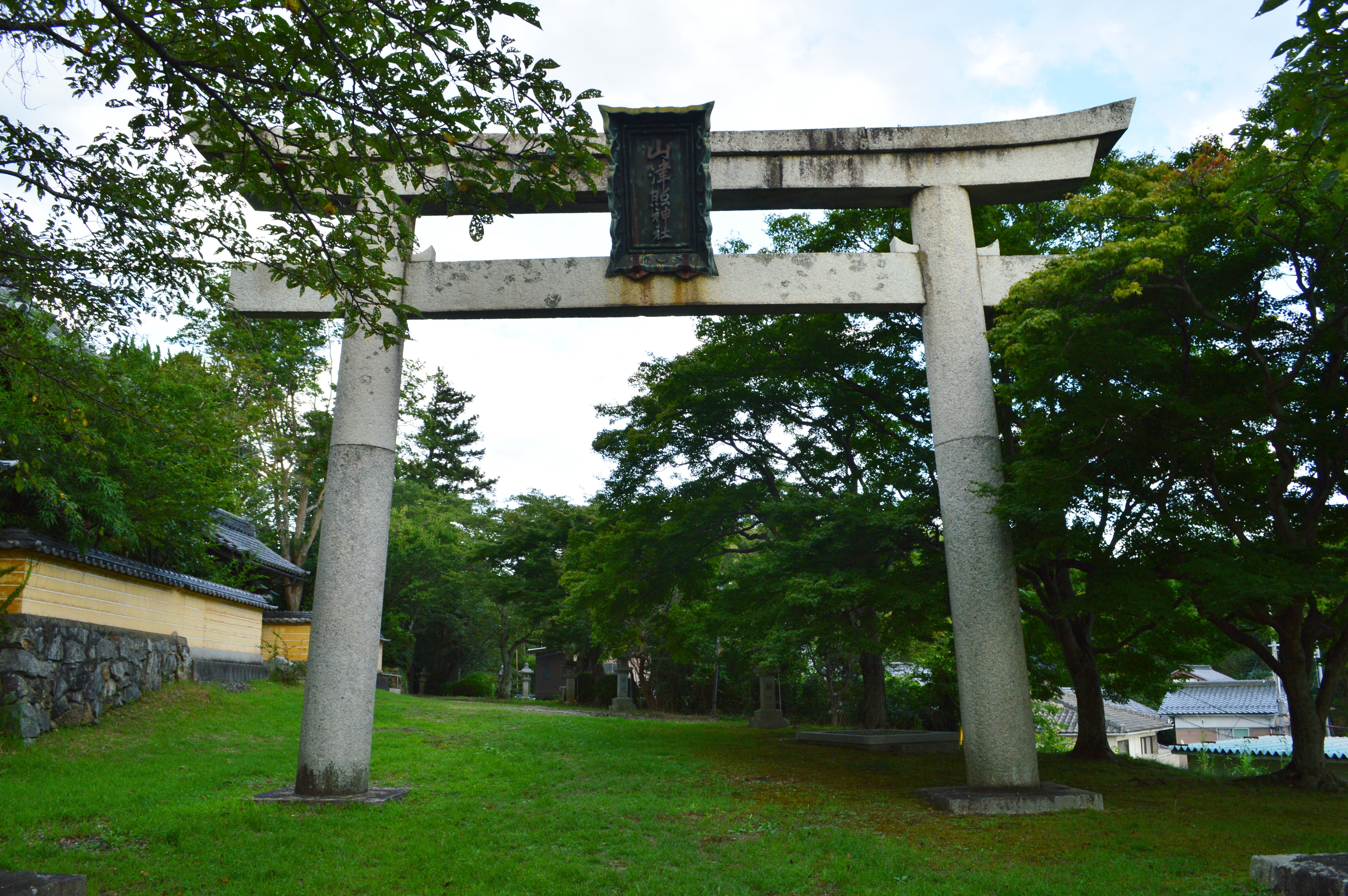
鳥居

## 摂末社
- 青木神社
- 若宮八幡神社
- 春日社
- 北野社

## 文化財

### 滋賀県指定文化財
- 山津照神社古墳出土品

### 滋賀県指定史跡
- 山津照神社古墳

### 米原市指定文化財
- 山津照神社古墳出土品二

## 祭事
- 例祭（5月5日） - 武家奴振り（ぶけやっこぶり）が行われる[1]。